# Microsorum punctatum
Microsorum punctatum är en stensöteväxtart som först beskrevs av Carolus Linnaeus, och fick sitt nu gällande namn av Edwin Bingham Copeland. Microsorum punctatum ingår i släktet Microsorum och familjen Polypodiaceae. Inga underarter finns listade.

## Bildgalleri

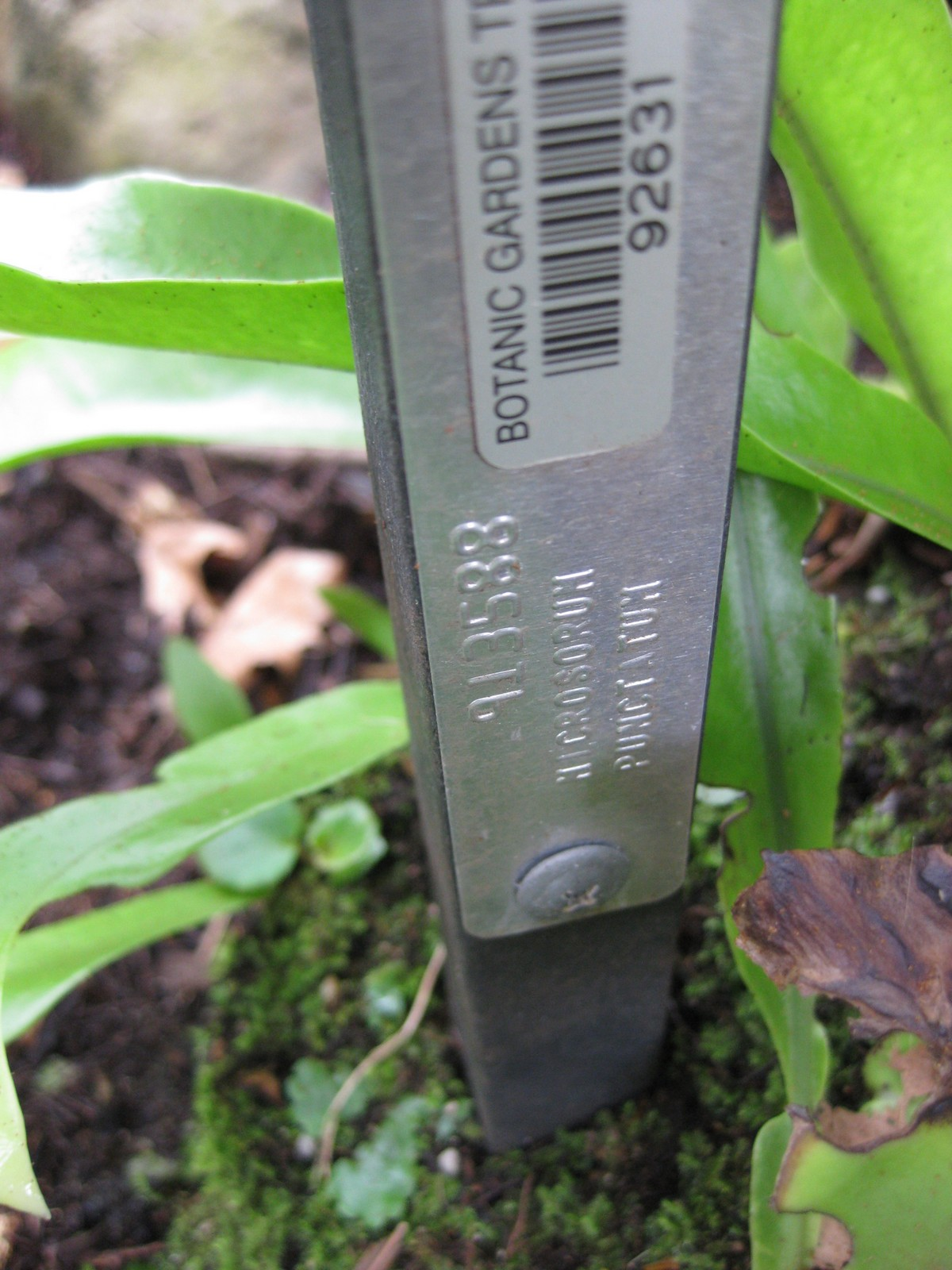
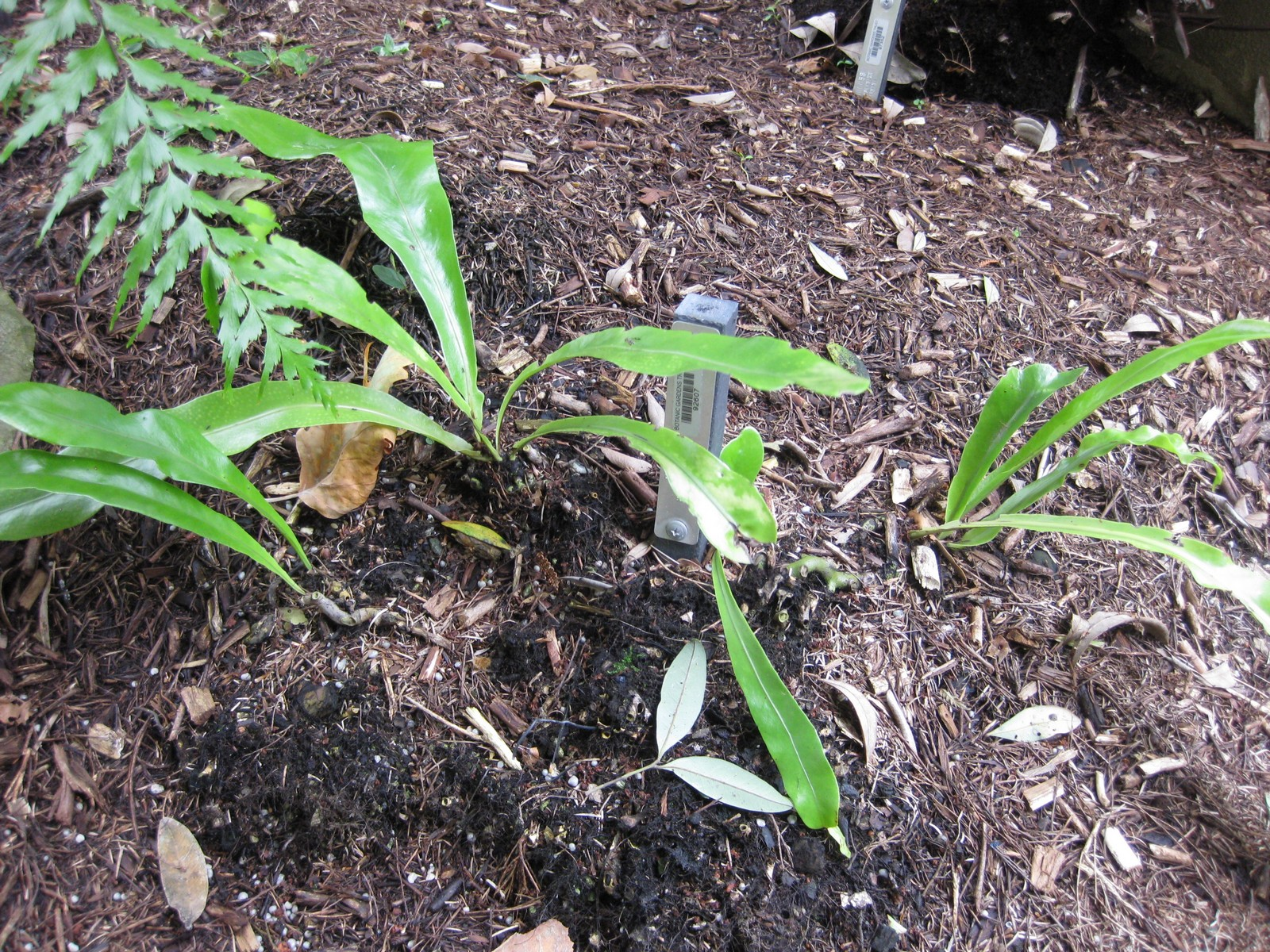
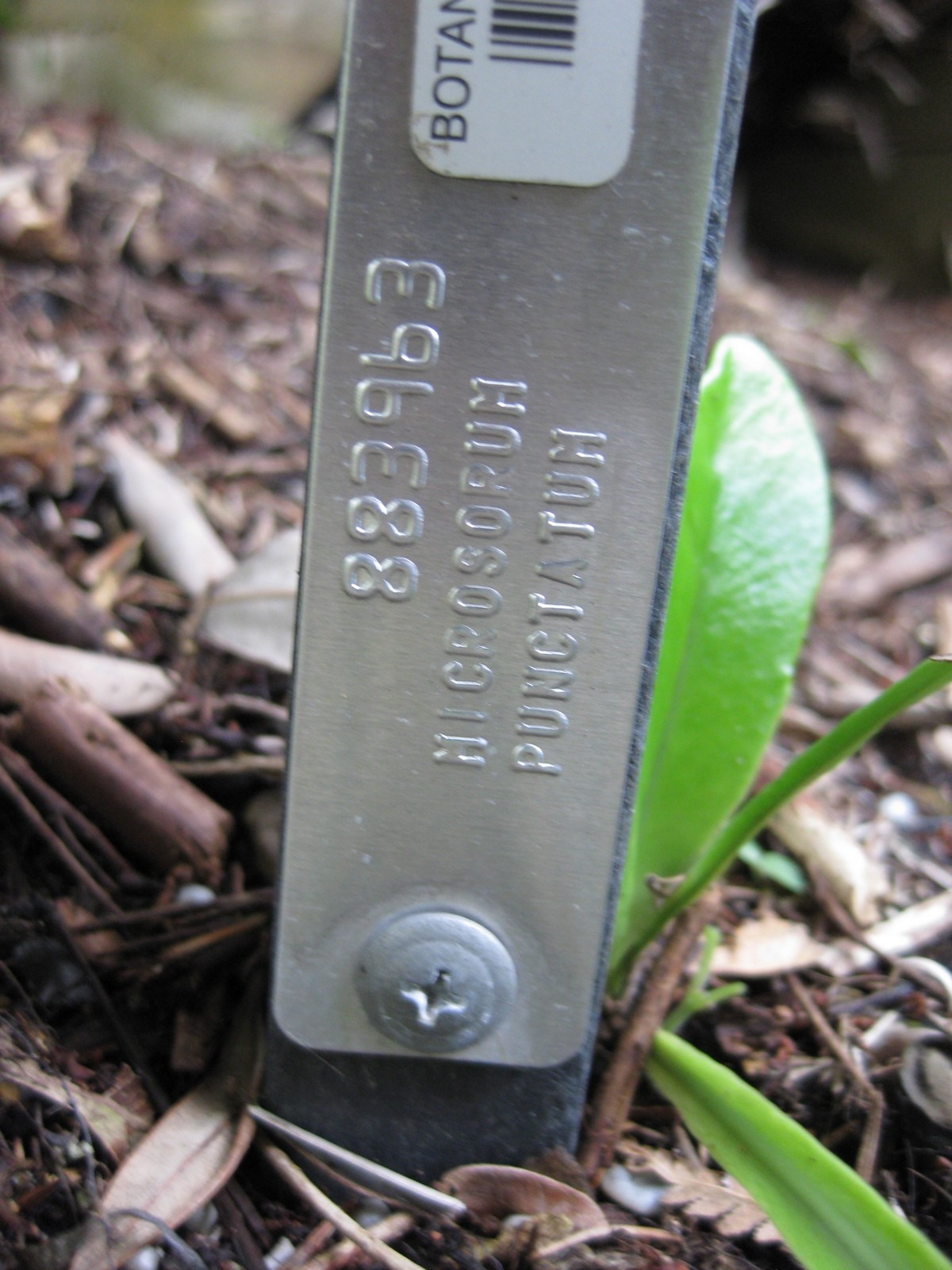
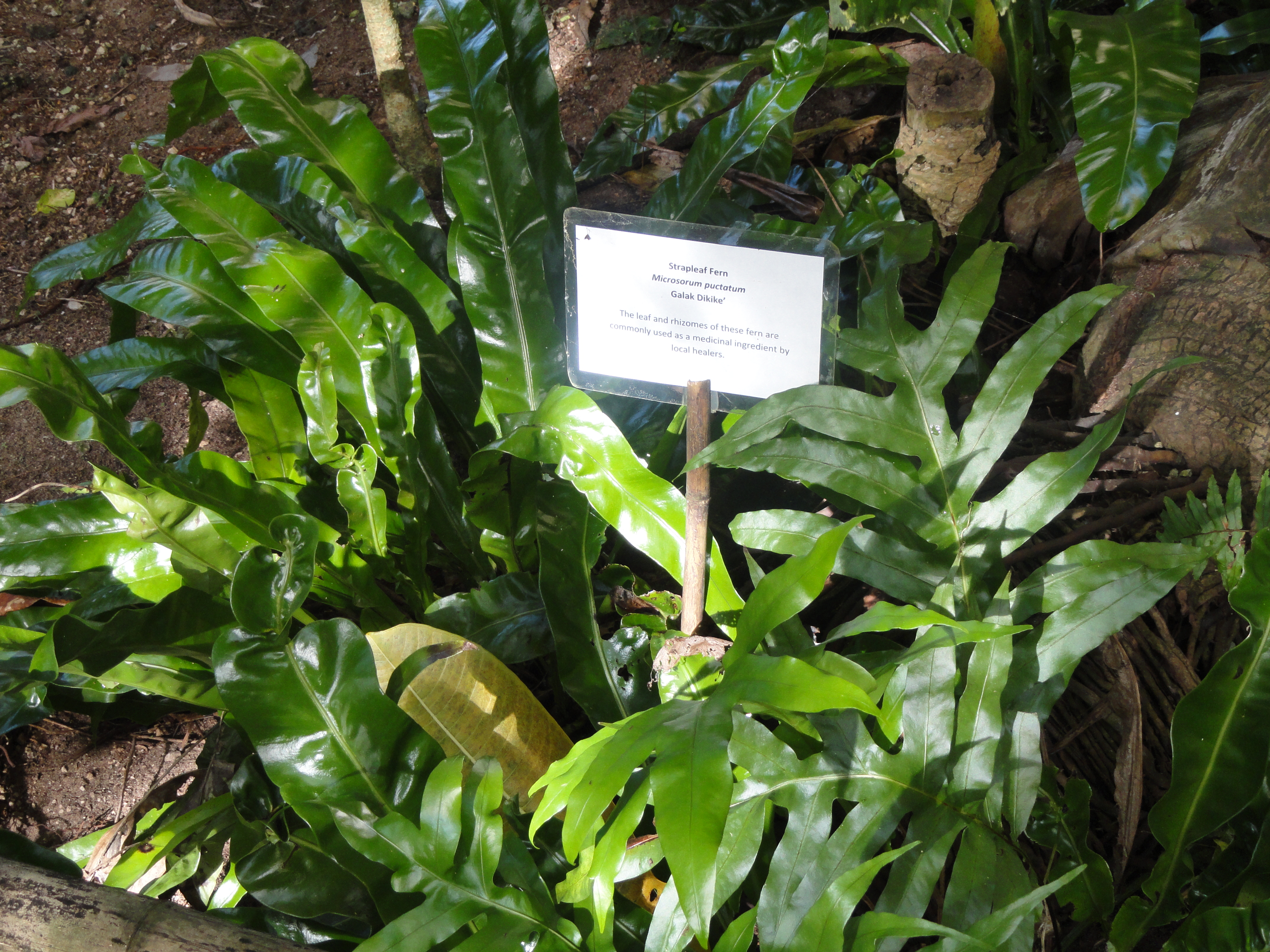
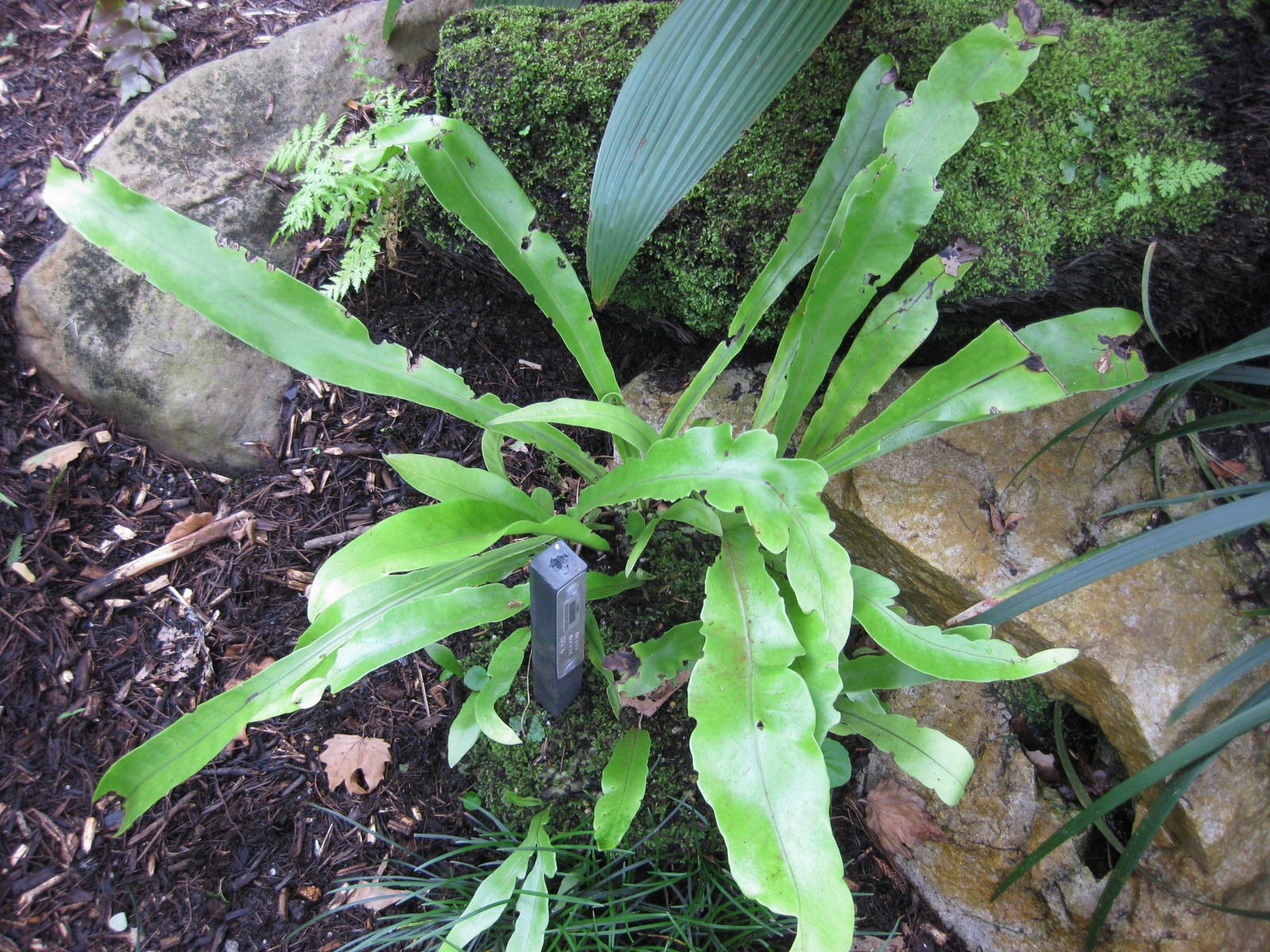
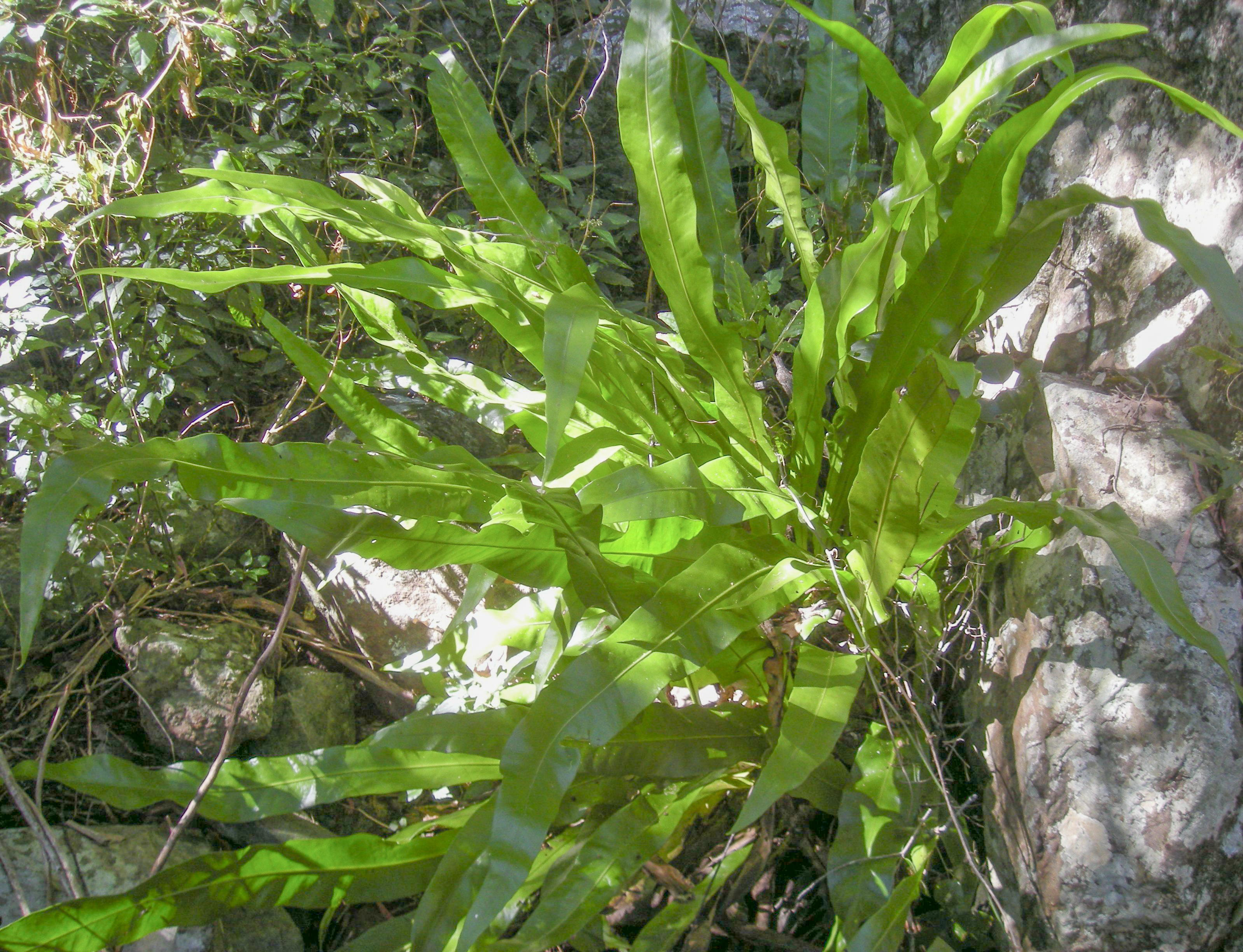